# عقد 1990
| 1990 \| 1991 \| 1992 \| 1993 \| 1994 \| 1995 \| 1996 \| 1997 \| 1998 \| 1999 |

التسعينيات أو عقد 1990 هو عقدٌ من عقود التقويم الميلادي بدأ في 1 يناير 1990م وانتهى في 31 ديسمبر 1999م.

## نظرة عامة
ثقافياً تتسم التسعينيات بنهضة التنوع الثقافي والإعلام البديل، الأمر الذي استمر وصولاً إلى العقد الأول والثاني من القرن الواحد والعشرين. انتشرت حركات حول العالم في هذه العقد مثل موسيقى الغرنج وحفلات الموسيقى الإلكترونية وموسيقى الهيب هوب، ودعُمت بالتقنيات التي كانت حديثةً وقتها مثل التلفزيون الكبلي والشبكة العنكبوتية العالمية.
في غياب الشيوعية العالمية التي انهارت مع أول عامين من العقد، أصبح التعريف السياسي للتسعينيات أنها حركة تميل نحو اليمينية، تضمنت تزايدًا في دعم أحزاب اليمين المتطرف في أوروبا. بالإضافة إلى تقدم حزب بهاراتيا جاناتا القومي في الهند وخفض الإنفاق على برامج الرفاة الاجتماعي في الولايات المتحدة وكندا ونيوزيلندا والمملكة المتحدة. شهدت الولايات المتحدة إحياءاً شاملاً لاستخدام عقوبة الإعدام أيضاً في التسعينيات، التي أُلغيت في مطلع القرن الواحد والعشرين. تشكّلت خلال التسعينيات كيانا الاتحاد الأوروبي واليورو ودُوّنتا في معاهدات الاتحاد الأوروبي.
قادت مجموعة من العوامل من بينها: الحشد الجماهيري المستمر للأسواق الرأسمالية من خلال هيمنة السياسات الاقتصادية النيوليبرالية، وانتهاء الحرب الباردة التي دامت عقوداً، وبداية الانتشار واسع النطاق للإعلام الجديد مثل الإنترنت بدءاً من منتصف العقد وما بعده، وزيادة الارتياب تجاه الحكومات، وانحلال الاتحاد السوفيتي إلى إعادة توجيه وإصلاح للسلطة الاقتصادية والسياسية حول العالم وداخل البلدان. حققت فقاعة الإنترنت التي امتدت خلال الفترة بين عام 1997م حتى عام 2000م ثروة لبعض رجال الأعمال قبل انهيارها مطلع الألفية بين عام 2000م وعام 2001م.
شهدت التسعينيات تطورات غير مسبوقة على المستوى التقني، وذلك بانطلاق كل من الشبكة العنكبوتية العالمية، وأول تجربة علاج جيني، وأول طفل مُصمم في عام 1990م وتحسينها وبنائها على طول العقد.
نشأت نزاعات عِرقية جديدة في كل من أفريقيا، والبلقان، والقوقاز، قادت نزاعات أفريقيا والبلقان إلى الإبادة الجماعية الرواندية والبوسنية، بالترتيب نفسه. وفي الشرق الأوسط بقيت إشارات أي حلحلة للتوتر بين إسرائيل والعالم العربي صعبة المنال رغم التقدم الذي أحرزته اتفاقية أوسلو، وعلى الصعيد الأوروبي توقفت المشاكل في أيرلندا عام 1998م من خلال اتفاقية الجمعة العظيمة بعد 30 عاماً من العنف الذي شهدته أيرلندا.

## السياسة والحروب

### الحروب
تضمَّنت أبرز النزاعات المسلحة خلال هذا العقد:

#### الحروب الدَولية
- نشوب حروب الكونغو في التسعينيات:
- وقعت حرب الكونغو الأولى في زائير بين عامي 1996م و1997م، وأدَّت إلى الإطاحة بالديكتاتور الزائيري موبوتو سيسي سيكو في 16 مايو 1997م، وإنهاء حكمه الذي استمر 32 عاماً. وأُعيد تسمية زائير لتصبح جمهورية الكونغو الديمقراطية.

- بدأت حرب الكونغو الثانية عام 1998م في منطقة وسط أفريقيا واشتملت على 50 ثقافة وسبعة دول مختلفة. استمرت حتى عام 2003م.

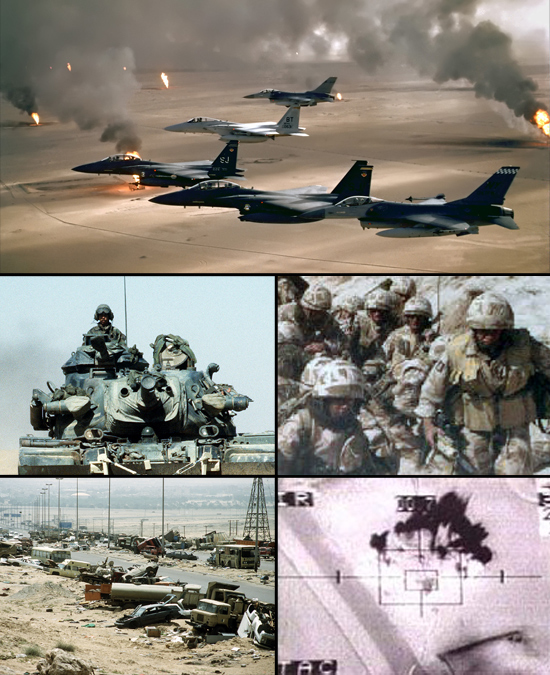
حرب الخليج الثانية

- حرب الخليج الثانية؛ كانت العراق تحت ديون قاسية بعد الحرب العراقية الإيرانية في الثمانينيات. اتَّهم صدام حسين الكويت بإغراق السوق بالنفط وتخفيض الأسعار. نتيجةً لهذا، غزت القوات العراقية الكويت واحتلتها في 2 أغسطس 1990م. أدانت الأمم المتحدة هذا الفعل على الفور، وأرسلت قوة تحالف بقيادة الولايات المتحدة إلى خليج فارس (الخليج العربي). بدأ القصف الجوي على العراق في يناير من عام 1991م (انظر أيضاً حرب الخليج الثانية)، وبعد شهرٍ واحدٌ أخرجت قوات الأمم المتحدة الجيش العراقي من الكويت في أربعة أيام فقط. وفي أعقاب الحرب ثار الكرد في شمال العراق والشيعة في الجنوب، وبالكاد استطاع صدام حسين البقاء في السلطة. حتى الغزو الأمريكي للعراق عام 2003م، عُزلت العراق عن أغلب أجزاء العالم.
- اندلاع حربي الشيشان في التسعينيات:
- الحرب الشيشانية الأولى (1994م-1996م)، كان النزاع بين روسيا الاتحادية وجمهورية الشيشان إشكيريا. بعد الحملة الابتدائية في عامي 1994م-1995م، التي تُوّجت بمعركة غروزني المدمرة، حاولت قوات روسيا الاتحادية السيطرة على المناطق الشيشانية الجبلية لكن أعاقتها مجموعات حرب العصابات الشيشانية والغارات على الأراضي المسطحة رغم غلبة القوى الروسية البشرية، السلاحية، والدعم الجوي. قاد الانخفاض واسع النطاق في معنويات القوات الفدرالية الذي نتج عن الأمر، ومعارضة كل الشعب الروسي تقريباً للنزاع حكومة بوريس يلتسين إلى إعلان وقف لإطلاق النار عام 1996م وتوقيع معاهدة سلام بعد عامٍ واحد.

- الحرب الشيشانية الثانية (1999م - حتى الآن)؛ بدأت روسيا الاتحادية الحرب في 26 أغسطس 1999م، رداً على غزو داغستان وتفجيرات الشقق الروسية التي أُلقي اللوم فيهما على الشيشانيين. خلال الحرب، استردت القوات الروسية المنطقة المتمردة من الشيشان. عكست الحملة غالبية نتائج الحرب الشيشانية الأولى، التي كسبت فيها المنطقة الاستقلال الفعلي باستقلال جمهورية الشيشان إشكيريا.

- حرب كارغيل (1999م) في مايو 1999م، أرسلت باكستان قوات سرية لاحتلال قمم إستراتيجية في كشمير. بعد شهر واحد أسفرت حرب كارغيل عن فشل سياسي تام لرئيس الوزراء نواز شَريف، متبوع بانسحاب الجيش الباكستاني إلى خط السيطرة. أدت الحادثة إلى انقلاب عسكري في أكتوبر، خُلع به شريف عن السلطة بواسطة قائد الجيش برويز مشرف. وبقي هذا النزاع الحرب الوحيدة التي حدثت بين قوتين نووتين مُصرح بهما.
- الحروب اليوغسلافية (1991م - 1995م)؛ بدأ تفكك يوغوسلافيا في 25 يونيو عام 1991م بعد إعلان جمهوريتي كرواتيا وسلوفينيا الاستقلال عن يوغسلافيا الأمر الذي تبعته نشوب الحروب اليوغسلافية المتعاقبة. اشتهرت الحروب اليوغسلافية بغزارة جرائم الحرب واختراقات حقوق الإنسان مثل التطهير العِرقي والإبادة الجماعية التي ارتكبتها جميع الأطراف المتنازعة.

- حرب العشرة أيام (حرب الاستقلال السلوفينية) (1991م)؛ نزاع عسكري وجيز بين قوات الدفاع الإقليمي السلوفيني وجيش يوغوسلافيا الشعبي بعد إعلان سلوفينيا استقلالها.

- حرب الاستقلال الكرواتية (1991م - 1995م)؛ وقعت الحرب في كرواتيا بين الحكومة الكرواتية التي أعلنت استقلالها عن جمهورية يوغسلافيا الاشتراكية الفدرالية، وكل من جيش يوغوسلافيا الشعبي وقوات الصرب في كرواتيا، التي أعلنت ذاتياً عن تأسيس جمهورية كرايينا الصربية داخل كرواتيا.

- حرب البوسنة والهرسك (1992م - 1995م)؛ اشترك في الحرب عدة فصائل عِرقية داخل البوسنة والهرسك: البوشناق، والصرب، والكروات بالإضافة إلى فصيل بوسني أصغر بقيادة فكرت عبديتش. يعد حصار سراييفو (1992م - 1995م) الحرب المدنية الأعنف في أوروبا منذ الحرب العالمية الثانية في ذلك الوقت حيث هاجمت القوات الصربية وأطلقت القنابل على المناطق التي يسكنها ويسيطر عليها البوسنيون من المدينة. وقعت جرائم حرب من بينها التطهير العِرقي وتدمير الممتلكات المدنية.

- انتهى القتال في الحروب البوسنية والكرواتية عام 1995م بنجاح هجمات الجيش الكرواتي ضد القوات الصربية والتهجير الجماهيري للصرب من كرواتيا في عام 1995م؛ خسر الصرب أمام القوى الكرواتية والبوسنية؛ ووقعت في النهاية اتفاقية دايتون التي قسمت البوسنة والهرسك داخلياً إلى جمهورية صرب البوسنة واتحاد البوسنة والهرسك.

- حرب كوسوفو (1998م - 1999م)؛ بدأت حرب كوسوفو بين الانفصاليين الألبان والجيش اليوغسلافي والقوات الصربية شبه العسكرية في كوسوفو عام 1996م وتصاعدت عام 1998م مع تقارير متزايدة حول حدوث فظائع وحشية.

- عام 1999م، أطلقت منظمة حلف شمال الأطلسي (ناتو) بقيادة الولايات المتحدة هجوماً جوياً على يوغسلافيا (كانت مؤلفة وقتها من صربيا والجبل الأسود فقط) للضغط على الحكومة اليوغسلافية كي تنهي عملياتها العسكرية ضد الانفصاليين الألبان في كوسوفو نتيجة اتهامات بجرائم حرب ترتكبها قوات الجيش اليوغسلافي التي تعمل إلى جانب المجموعات الصربية القومية شبه العسكرية. بعد أسابيع من القصف، خضعت يوغسلافيا لمطالب الناتو واستولت قوات الناتو على كوسوفو وأرسلت الأمم المتحدة لاحقاً قوات حفظ السلام لتستلم زمام السيطرة فيها.

#### الحروب الأهلية

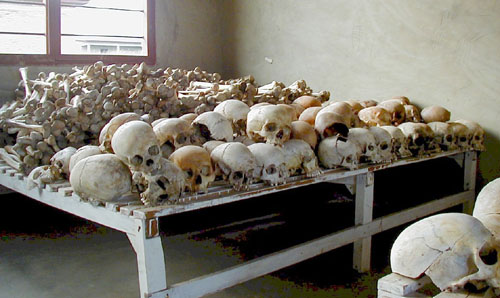
الإبادة الجماعية في رواندا: ضحايا الإبادة الجماعية في مدرسة مورامبي التقنية. وتشير التقديرات إلى أن عدد القتلى في الإبادة الجماعية في رواندا يصل إلى 000 800 شخص.

- الإبادة الجماعية الرواندية - بين 6 أبريل 1994م حتى منتصف يوليو 1994م وقعت عملية قتل جماعي لمئات الآلاف من التوتسي الروانديين والمعتدلين السياسيين الهوتو من قبل حكومة الهوتو التي تُهيمن عليها في ظل أيديولوجية سلطة الهوتو. وعلى مدى 100 يوم تقريباً، قُتل ما لا يقل عن 000 500 شخص. وقد تراوحت تقديرات عدد الوفيات بين 500,000 و1,000,000،[9] أو ما يصل إلى 20% من إجمالي عدد سكان البلاد. وقد أسفر عن انتقاد شديد للأمم المتحدة والبلدان الكبرى لفشلها في وقف الإبادة الجماعية.
- في الجزائر دامت فترة طويلة من أعمال العنف في هذا البلد في شمال أفريقيا تبدأ بإلغاء أول انتخابات ديمقراطية من أي وقت مضى التي أُجريت من قِبل مجموعة من كبار ضباط الجيش.
- تنتهي الحرب الأهلية الإثيوبية في عام 1991م، وتنتهي أكثر من عشرين عاماً من الصراع الداخلي. وتتزامن نهاية الحرب مع تشكيل حكومة ائتلافية من مختلف الفصائل.
- عام 1990م تنطوي على المواجهة المسلحة بين الناس من أمة موهوك (الشعوب الأصلية في أمريكا الشمالية في كندا)، والجيش الكندي على نزاع ينطوي على الأراضي التي عُقدت عن طريق معاهدة لشعب الموهوك.
- ينضم عدد كبير من السكان الأصليين الزاباتيين في المكسيك إلى جيش زاباتيستا للتحرير الوطني الذي يبدأ الصراع المسلح مع الحكومة المكسيكية في عام 1994م ويستمر حتى التسعينيات.
- سيطرت طالبان على أفغانستان في عام 1996م.
- وقعت أعمال الشغب في لوس أنجلوس عام 1992م، حيث قُتل 53 شخصاً و5500 حريق في الممتلكات في منطقة شغب تبلغ مساحتها 100 ميل مربع (260 كم2). كانت أعمال الشغب نتيجة براءة محكمة الولاية لثلاثة ضباط شرطة من أصل إسباني في لوس أنجلوس من قِبل هيئة محلفين من جميع البيض في قضية وحشية الشرطة التي تورط فيها سائق السيارة رودني كينغ، ولكن في عام 1993م أُدين الضباط الأربعة في قضية حقوق مدنية فيدرالية.
- الحرب الأهلية الصومالية (1991م - حتى الآن) ومعركة مقديشو.
- وأدى الجمود السياسي الشديد بين الرئيس الروسي بوريس يلتسين والسوفيت الأعلى (البرلمان الروسي في الوقت الحالي) إلى إصدار يلتسين أمراً بقصف مبنى البرلمان الروسي بالدبابات المثير للجدل في عام 1993م.
- وتستمر الحرب الأهلية في طاجيكستانالتي تُحرّض الحكومة الطاجيكية ضد المعارضة الطاجيكية الموحدة من 1992م حتى 1997م وينت وأسفرت عن مقتل ما بين 50 و100 ألف شخص.
- وبعد أكثر من 30 عاماً من القتال، تنتهي الاضطرابات في أيرلندا الشمالية في 10 نيسان/أبريل 1998م عندما تم التوقيع على اتفاق الجمعة العظيمة.

### الهجمات الإرهابية

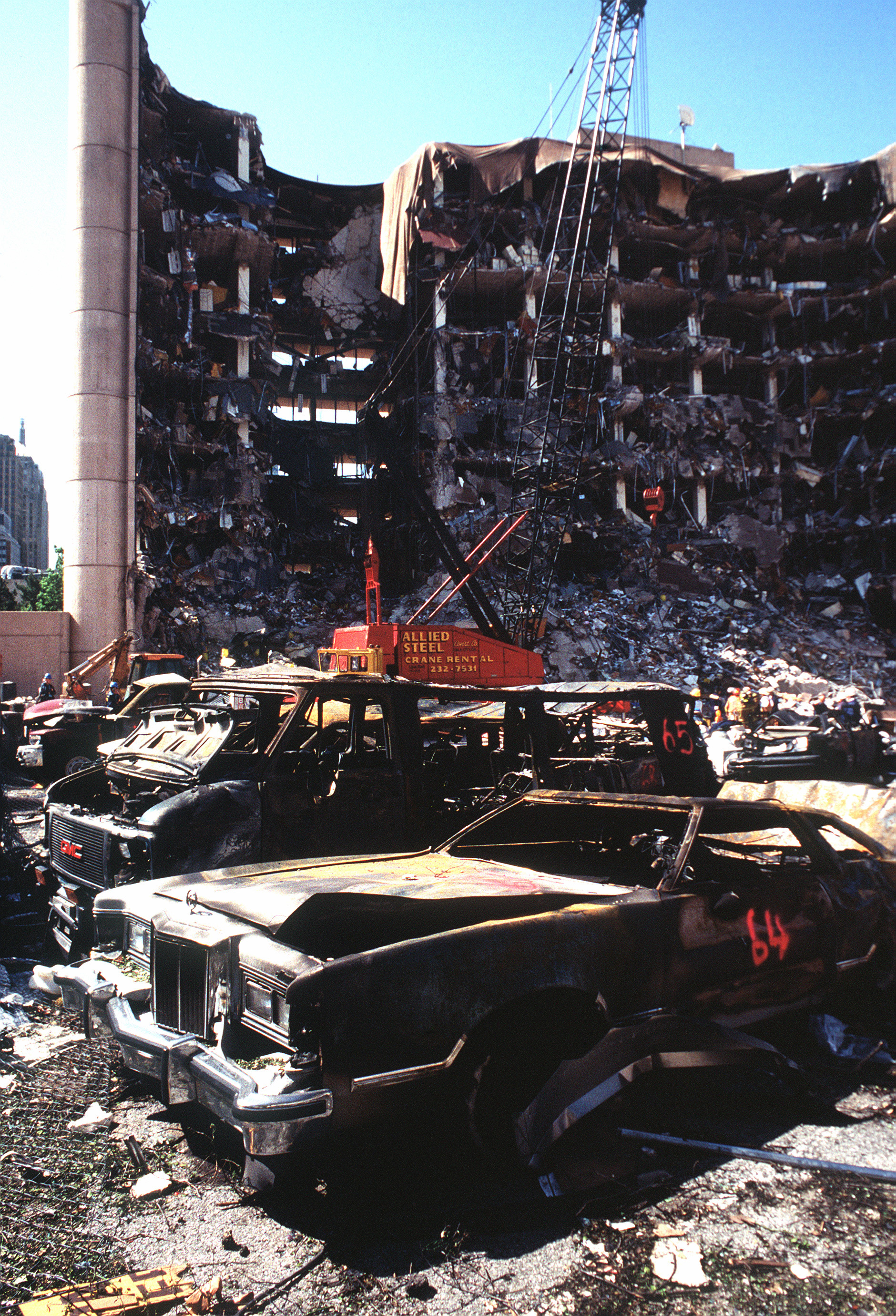
تفجير أوكلاهوما سيتي

- إن تفجير مركز التجارة العالمي في عام 1993م وتفجير أوكلاهوما سيتي يؤديان إلى الوعي في الولايات المتحدة بالإرهاب المحلي والدولي بوصفه تهديداً محتملاً.
- مذابح سوق ماركالي في البوسنة والهرسك في عام 1994م التي شارك فيها جنود من جيش جمهورية صربسكا استهدفت عمداً المدنيين البوشناق (الذين كان يُطلق عليها آنذاك «المسلمون البوسنيون»).
- مذبحة سربرينيتسا في البوسنة والهرسك في عام 1995م التي شارك فيها جنود من جيش جمهورية صربسكا وأعضاء من جماعة العقارب شبه العسكرية الصربية التي ارتكبت جرائم قتل جماعي للمدنيين البوشناق.
- تفجير اوكلاهوما سيتى في عام 1995م، وقصف مبنى فيدرالي في أوكلاهوما سيتى بولاية أوكلاهوما، أسفر عن مصرع 168 شخصاً، ليصبح أعنف هجوم إرهابى في الولايات المتحدة في ذلك الوقت . وادّعى المشتبه به في التفجير تيموثي ماك فاي أنه قصف المبنى انتقاما ً من مواجهة روبي ريدجز عام 1992موحصار واكو بعد عام.
- وبعد تفجير سفارتَي الولايات المتحدة في كينيا وتنزانيا على أيدي مسلحين من القاعدة، شنّت القوات العسكرية البحرية الأمريكية هجمات بصواريخ كروز على قواعد القاعدة في أفغانستان في عام 1998م.
- تفجير أوماغ في أوماغ، مقاطعة تيرون، ايرلندا الشمالية الذي قتل 29 مدنياً وجرح مئات آخرين.
- أحمد رسّام، وهو عضو في تنظيم القاعدة، أُلقي القبض عليه عندما حاول العبور من كندا إلى الولايات المتحدة على الحدود بين كندا والولايات المتحدة في 14 كانون الأول/ديسمبر 1999م؛ واكتُشف أنّ هو كادأن يقصف مطار دولي في لوس انجلوس أثناء احتفالات الألفية. وهذه أول محاولة إرهابية كبيرة تقوم بها القاعدة على أراضي الولايات المتحدة منذ تفجير مركز التجارة العالمي في عام 1993م، وكانت بداية سلسلة من محاولات الهجمات الإرهابية التي يقوم بها تنظيم القاعدة ضد الولايات المتحدة والتي ستستمر حتى القرن الحادي والعشرين.
- في 15 يونيو 1996م، فجّر الجيش الجمهوري الأيرلندي قنبلة في مانشستر، إنكلترا. استهدفت القنبلة التي وضعت في شاحنة في شارع شركة في وسط المدينة البنية التحتية والاقتصاد في المدينة وتسببت في أضرار واسعة النطاق، قدّرت شركات التأمين قيمتها بـ 700 مليون جنيه استرليني (مليار جنيه استرليني حتى عام 2011م). وأُصيب مائتان و12 شخصاً، دون وقوع وفيات.

## أحداث

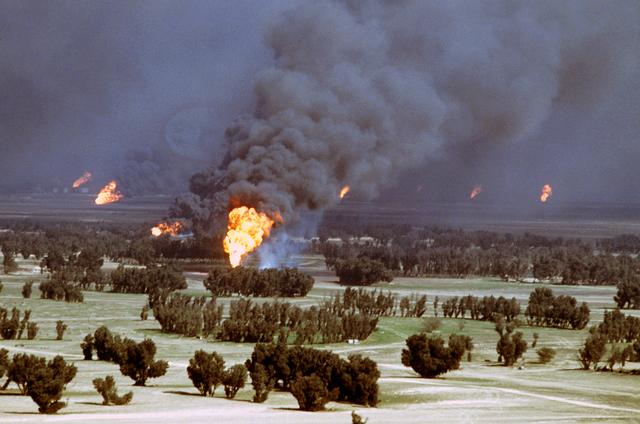
حرق ابار البترول اثناء غزو العراق للكويت. الصورة مارس 1991

- 1990: العراق تغزو الكويت. (انظر المقالة: الغزو العراقي للكويت)
- 1990: ماري روبنسون أول امرأة تصبح رئيساً لـأيرلندا.
- 1993-1990: إلغاء نظام الفصل العنصري أبارتايد في جنوب أفريقيا.
- 1990: استقلال دولة ناميبيا (وأول رئيس لنامبيا هو سام نوجوما).
- 1990: إعادة توحيد ألمانيا.
- 1990: انتهاء الحرب الأهلية اللبنانية.
- 1990: إطلاق مرصد هابل الفضائي.
- 1991: بدء العشرية السوداء في الجزائر.
- 1991: بدء الحرب الأهلية الصومالية.
- 1991 : قيام الانتفاضة الشعبانية في العراق
- 1991: لينوس تورفالدس يعلن عن لينكس.
- 1991: استقلال جمهورية كازاخستان.
- 1991 - 1995: تفكك يوغوسلافيا الخلافات السياسية الداخلية تؤدي إلى إعلان استقلال جمهوريات سلوفينيا، كرواتيا، مقدونيا والبوسنة والهرسك واندلاع سلسلة من الحروب اليوغوسلافية.
- 1991: إعلان استقلال دول البلطيق، بدأ انهيار الاتحاد السوفيتي. وحل «الكتلة الشرقية».
- 1991: أصبح بوريس يلتسين أول رئيس منتخب ديمقراطياً في روسيا.
- 1992: انتخاب بيل كلينتون الرئيس الثاني والأربعين للولايات المتحدة الأمريكية.
- 1992: تم توقيع معاهدة ماستريخت (هي الاتفاقية المؤسِسة للاتحاد الأوروبي وأهم تغيير في تاريخه منذ تأسيس المجموعة الأوروبية في نهاية الخمسينيات).
- 1992: سويسرا ترفض الانضمام إلى المنطقة الاقتصادية الأوروبية.
- 1995-1992: عملية الأمم المتحدة الثانية في الصومال ومعركة مقديشو.
- 1992: وقوع انفجارات غوادالاخارا (1992م) في المكسيك.
- 1992: افتتاح مدينة الملاهي يورو ديزني في فرنسا.
- 1992: حدثت تفجيرات فنادق اليمن (1992م).
- 1992: موجة من الاضطرابات في مدينة لوس أنجلوس الأمريكية بعد النطق ببراءة رجال الشرطة الذين همّوا بضرب المواطن الزنجي رودني كنج. وفي الأيام الثلاثة التي تلت، سقط 54 من القتلى وتم إتلاف المئات من المباني.
- 1992: اغتيال الرئيس الجزائري محمد بوضياف.
- 1993: توقيع اتفاقية أوسلو بين إسرائيل ومنظمة التحرير الفلسطينية.
- 1993: مقتل الكولومبي بابلو إسكوبار أشهر تاجر مخدرات في التاريخ.
- 1993: تفكك تشيكوسلوفاكيا إلى جمهورية سلوفاكيا وجمهورية التشيك.
- 1993: تفجير مركز التجارة العالمي (1993م).
- 1993: معركة مقديشو (1993م).

- 1994: بدء الحرب الشيشانية الأولى.

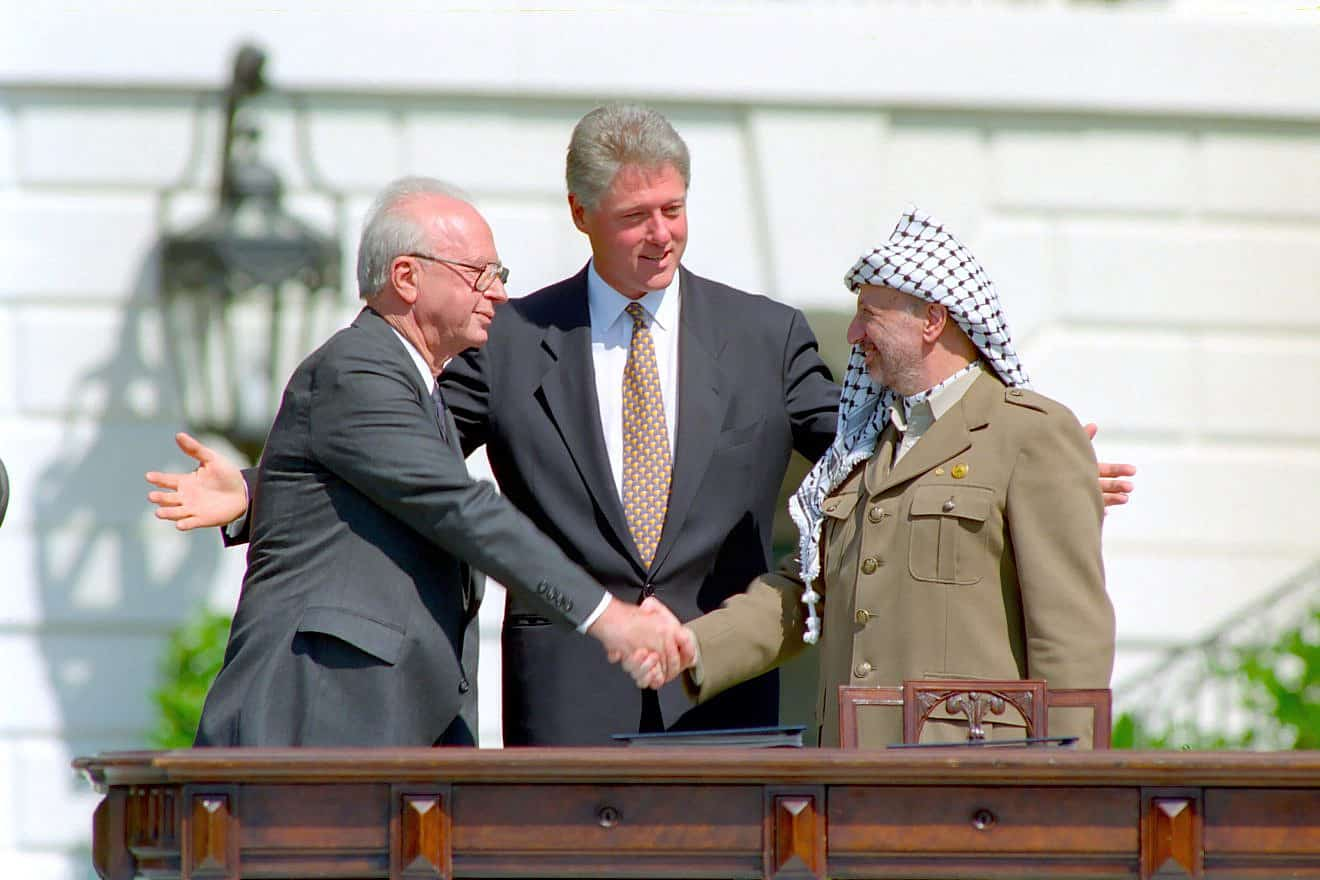

- 1994: ظهور حركة طالبان في أفغانستان.
- 1994: انتهاء الفصل العنصري في جنوب أفريقيا.
- 1994: إجراء أول انتخابات ديمقراطية في جنوب أفريقيا وفوز نيلسون مانديلا كأول رئيس أسود في تاريخ البلاد.
- 1994: حصول البرازيل على كأس العالم للمرة الرابعة. أول إصدار لمتصفح نتسكيب.
- 1994: بدأت الانتفاضة التسعينية في البحرين.
- 1994: وقعت مذبحة أخوية معبد الشمس في سويسرا (قتل جماعي، إنتحر 15 عضو بالسم، وقتل 30 عضو بالرصاص و8 آخرين بطرق أخرى. كما وجدت الشرطة الجثث في مخابيء تحت المعابد بما يبدو طقوس فرسانية).
- 1994: غرق السفينة السياحية استونيا (القتلى 852).
- 1994: افتتاح نفق المانش وهو أطول نفق تحت الماء في العالم يربط فرنسا ببريطانيا.
- 1994: توفي الزعيم الكوري الشمالي كم إل سونغ، بعد أن حكم البلاد منذ تأسيسها في عام (1948م).
- 1994: اغتيال لاعب كرة القدم الكولومبي أندريس إسكوبار بالرصاص في ميديلين، كولومبيا.
- 1994: الإبادة الجماعية في رواندا.
- 1994: الحرب بين الجمهورية العربيه اليمنية و جهورية اليمن الديموقراطية الشعبية.
- 1995: مذبحة سربرنيتسا مقتل ما يصل إلى 8000 بوسني.
- 1995: جاك شيراك يصبح رئيس فرنسا.
- 1995: زلزال هانشين أواجي الكبير في اليابان.
- 1995: اغتيال المناضل الفلسطيني فتحي الشقاقي في قبرص.
- 1995: اغتيال رئيس الوزراء الإسرائيلي إسحاق رابين.
- 1996: حصول المنتخب السعودي على كأس أسيا للمرة الثالثه. إنتاج لغة البرمجة دلفي.
- 1996: استنساخ دوللي (نعجة).
- 1996: مقتل جوهر دوداييف رئيس الشيشان.
- 1997: وفاة الأميرة ديانا في حادث مروّع في باريس.
- 1997: وقعت مذبحة الأقصر في مصر.
- 1997: نقل ملكية هونغ كونغ من المملكة المتحدة إلى جمهورية الصين الشعبية.
- 1998: فضيحة لوينسكي في البيت الأبيض الأمريكي.
- 1998: حصل المنتخب الفرنسي على كأس العالم للمره الأولى في تاريخه.
- 1998: بدء بناء محطة الفضاء الدولية (ISS).
- 1998: بدء حرب كوسوفو.
- 1998: بدء حرب الكونغو الثانية.
- 1998: استقال الرئيس الأندونيسي سوهارتو بعد الحكم لمدة 32 عاما (من 1966م- إلى 1998م).
- 1999: تركيا تعتقل الزعيم الكُردي عبدُ الله أوجلان.
- 1999: فوز إيهود باراك لرئاسة وزراء إسرائيل.
- 1999: استقالة بوريس يلتسين كرئيس لروسيا وتولى المهام فلاديمير بوتين.
- 1999: وقع زلزال أزميد 1999م في تركيا.
- 1999: استقلال تيمور الشرقية عن إندونيسيا.
- 1999: البرتغال تمنح سيادة ماكاو إلى جمهورية الصين الشعبية.

## تكنولوجيا

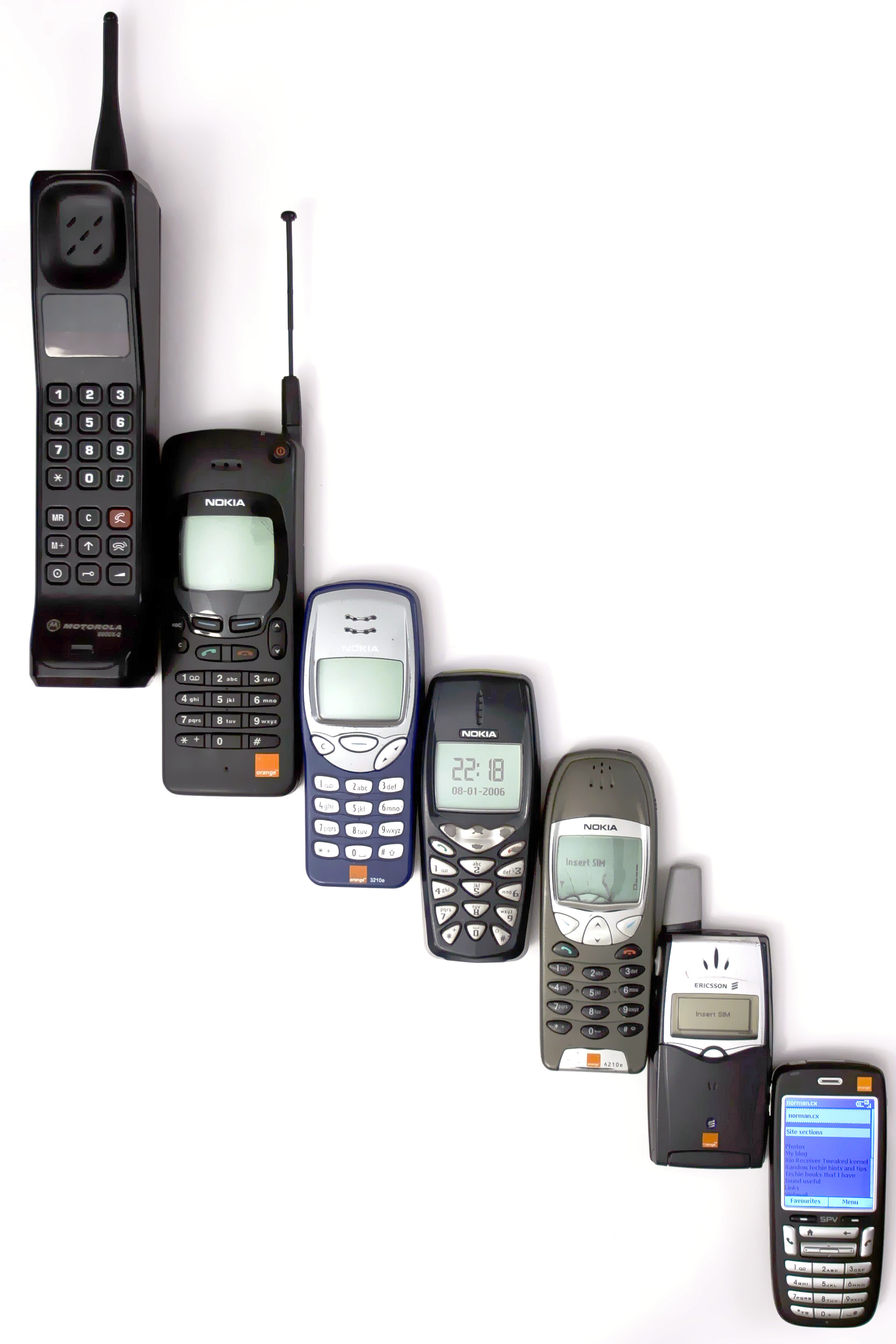
Evolution ظهور الهاتف المحمول في عقد التسعينيات

- ظهور استخدام الهواتف المحمولة على نطاق واسع.أصبح من الشائع التواصل عبر خدمة الرسالة القصيرة. كما ازداد الطلب على أجهزة الفاكس. ومن منتصف التسعينيات أصبح البريد الإلكتروني منافس الفاكس.
- أصبحت الحواسيب الشخصية أيضاً أكثر شعبية في المنازل. تضمن إصدارات ويندوز 95 و 98 أصبح الاستخدام الواسع النطاق لنظام التشغيل.
- ظهور الإنترنت الشبكة العالمية أصبحت شعبية. باستخدام المودم، يمكنك الاتصال بالإنترنت عبر خط الهاتف. وأيضا ظهور مقاهي الإنترنت تقريباً في جميع مدن العالم.
- انتشرت ألعاب الكمبيوتر وتنويعها. تحظى ألعاب بلاي ستيشن بشعبية أكبر.
- ظهور الدش الصحون اللاقطة وظهور القنوات الفضائية العربية.

## أدب وفكر
- نشر فرانسيس فوكوياما في عام 1992م أطروحته لنهاية التاريخ.
- نشر العالم السياسي الأمريكي صامويل هنتنجتون صِدام الحضارات.

## الرياضة
- فوز ألمانيا الغربية بـكأس العالم 1990م.
- فوز البرازيل بــكأس العالم 1994م.
- فوز فرنسا بــكأس العالم 1998م.

## الكوارث

### الكوارث الطبيعية

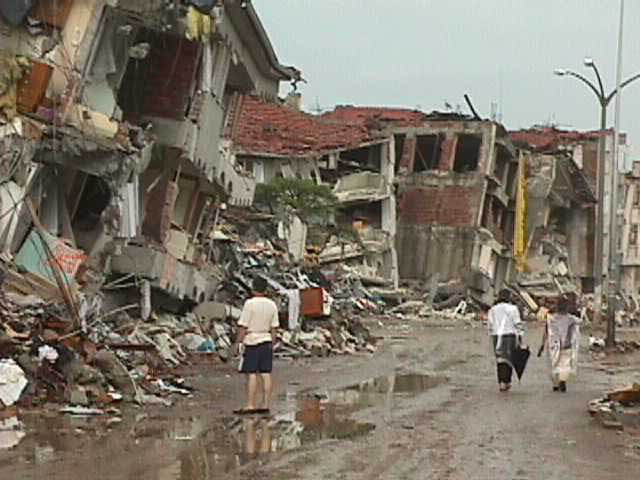
زلزال وادى إزميد عام 1999م الذي وقع في شمال غرب تركيا وأدى إلى مقتل 17,217 شخصاً وإصابة 43,959 بجروح.

شهدت التسعينيات اتجاهاً نحو الكوارث الطبيعية المتكررة والمدمرة بشكل متزايد، مما حطم العديد من الأرقام القياسية السابقة. وعلى الرغم من أن الأمم المتحدة اعتبرت عقد التسعينيات عقداً دولياً للحد من الكوارث الطبيعية كجزء من برنامجها لمنع الخسائر الناجمة عن الكوارث، فإن كوارثها ستتسبب في خسائر قياسية بلغت قيمتها 608 مليار دولار أمريكي - أي أكثر من أربعة عقود سابقة مجتمعة.
- وتشمل أبرز الكوارث الطبيعية في العقد: إعصار أندرو ضرب جنوب فلوريدا في أغسطس 1992م، والعاصفة العظمى في مارس 1993م على طول الساحل الشرقي، وزلزال نورثريدج المدمر في لوس أنجلوس عام 1994م، زلزال هانشين الكبير في كوبي، اليابان في يناير 1995م، العاصفة الثلجية في عام 1996م في شرق الولايات المتحدة ، وإعصار ميتش القاتل الذي ضرب أمريكا الوسطى في أكتوبر 1998م ، وإعصار أوكلاهوما المدمر في مايو 1999م، وزلزال إزميد في أغسطس 1999م في تركيا، وزلزال تشي تشي في تايوان في سبتمبر 1999م.
- ضرب زلزال بقوة 7.8 درجة الفلبين في 16 يوليو 1990م وأسفر عن مقتل حوالي 1000 شخص في باغيو.
- بعد 600 سنة من الخمول ينفجر بركان بيناتوبو في الفلبين ودمر زامباليس وبامبانغا في يونيو 1991م.
- يوليو 1995م – موجة الحر في غرب الولايات المتحدة - موجة حر غير مسبوقة تضرب الولايات المتحدة في الغرب الأوسط لمعظم الشهر. تبلغ درجات الحرارة ذروتها عند 106 درجة فهرنهايت (41 درجة مئوية)، وتبقى فوق 94 درجة فهرنهايت (34 درجة مئوية) بعد الظهر لمدة 5 أيام متتالية. مات ما لا يقل عن 739 شخصاً في شيكاغو وحدها.
- وصل إعصار جورج إلى اليابسة في سبعة بلدان مختلفة على الأقل (أنتيغوا وبربودا وسانت كيتس ونيفيس وهايتي والجمهورية الدومينيكية وكوبا والولايات المتحدة) وبورتوريكو، وهي كومنولث للولايات المتحدة - أكثر من أي إعصار آخر منذ إعصار إينيز في موسم عام 1966م. وكان مجموع التكاليف المقدرة في مبلغ 60 بليون دولار (100 بليون دولار في الوقت الحاضر).
- سبتمبر 1996م - وصل إعصار فِران إلى اليابسة في ولاية كارولينا الشمالية وتسبب في أضرار كبيرة في جميع أنحاء الولاية.
- يضرب إعصار إينيكي جزيرة كاواي في جزر هاواي في 11سبتمبر 1992م، مما يجعلها واحدة من أكثر الأعاصير تكلفة على الإطلاق في شرقي المحيط الهادئ.
- فيضان يضرب وادي النهر الأحمر في عام 1997م وأصبح أشد فيضان منذ عام 1826م.
- في ديسمبر 1999م، الأمطار الغزيرة والفيضانات المفاجئة قتلت عشرات الآلاف من الفنزويليين الذين يعيشون في ولاية فارغاس، في كارثة طبيعية تُعرف باسم مأساة فارغاس.

### الكوارث غير الطبيعية

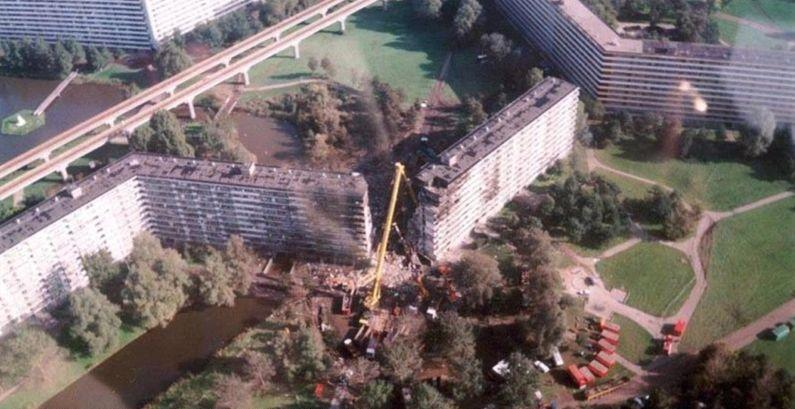
موقع تحطم طائرة إل عال الرحلة 1862 في عام 1992م

- تسرُب النفط في حرب الخليج – نتيجة للإجراءات التي اتُخذت خلال حرب الخليج في عام 1991م من قِبل الجيش العراقي، تسبب تسرب النفط في أضرار كبيرة للحياة البرية في الخليج العربي وخاصة في المناطق المحيطة بالكويت والعراق.
- في 11 يوليو 1991م، واشتعلت في شركة طيران دوغلاس الوطنية، استأجرتها الخطوط الجوية النيجيرية، وتحطمت في جدة، المملكة العربية السعودية، مما أسفر عن مقتل 261.
- في 15 ديسمبر 1991م، غرق العبارة المصرية  سالم إكسبريس  في البحر الأحمر، مما أسفر عن مقتل أكثر من 450.
- في 4 أكتوبر 1992م – تعرضت طائرة «إل عال الرحلة 1862» وهي طائرة شحن من طراز بوينغ 747 متجهة إلى تل أبيب، لفصل محركي المحركين اليمينيين (#3 #4) بعد إقلاعها مباشرة من شيبول واصطدمت بمبنى سكني في حي بيجلمر في أمستردام أثناء محاولتها العودة إلى المطار. وقتل ما مجموعه 43 شخص، بمن فيهم طاقم الطائرة المكون من ثلاثة أفراد . وأُصيب عدة أشخاص آخرين بجروح.
- في 26 يوليو 1993م، تحطمت رحلة الخطوط الجوية الآسيوية 733 في جبل أونغويو، كوريا الجنوبية مما أسفر عن مقتل 68.
- في 26 أبريل 1994م، تحطمت تماماً رحلة الخطوط الجوية الصينية 140، وهي طائرة إيرباص A300 وكانت على وشك الهبوط في مطار ناغويا، اليابان، مما أسفر عن مقتل 264 وترك 7 فقط ناجين.
- في 8 سبتمبر 1994م، تحطمت الرحلة الجوية 427 بالقرب من بيتسبرغ، بنسلفانيا، مما أسفر عن مقتل 132.
- وفي 20ديسمبر 1995م، اصطدمت رحلة الخطوط الجوية الأمريكية رقم 965، وهي من طراز بوينغ 757، بالجبل في كولومبيا ليلاً، مما أسفر عن مقتل 159 شخص.
- وفي 17 يوليه 1996م، انفجرت الرحلة رقم 800 التابعة لشركة ترانس وورلد إيرلاينز، وهي من طراز بوينغ 747-131، واصطدمت بالمحيط الأطلسي بالقرب من إيست موريس، نيويورك، مما أسفر عن مقتل 230 شخص.
- وفي 12 تشرين الثاني/نوفمبر 1996م، اصطدمت طائرة سعودية من طراز بوينغ 747 وشركة طيران كازاخستانية من طراز إليوشن إل-76 فوق بلدة شارخي دادري، خارج نيودلهي، الهند، مما أسفر عن مقتل 349 شخص.
- وفي أغسطس 1997م، اصطدمت الرحلة الجوية الكورية رقم 801، وهي من طراز بوينغ 747-300، بتلك الجزيرة غوام، مما أسفر عن مقتل ٢٢٨ شخص.
- وفي26سبتمبر 1997م، تحطمت الرحلة 152 من رحلة غارودا إندونيسيا بسبب سوء الأحوال الجوية، مما أسفر عن مقتل ٢٣٤ شخص.
- في 31 أكتوبر 1999م، تحطمت رحلة مصر للطيران 990، وهي من طراز بوينغ 767، قُبالة ساحل نانتوكيت، ماساتشوستس، مما أسفر عن مقتل 217.

## وفيات
- 1990: الكاتب المصري إحسان عبد القدوس.
- 1990: السياسي اللبناني داني شمعون.
- 1990: حاكم إمارة دبي راشد بن سعيد آل مكتوم.
- 1990: رئيس الحكومة المغربية الأسبق أحمد بلافريج.
- 1990: فهد الأحمد الجابر الصباح، أحد أبناء أمير الكويت أحمد الجابر الصباح، قُتل خلال الغزو العراقي للكويت.
- 1990: اغتيال رفعت المحجوب رئيس مجلس الشعب المصري.
- 1991: محمد عبد الوهاب، موسيقار مصري.
- 1991: راجيف غاندي، رئيس وزراء الهند السابع.
- 1991: أولاف الخامس، ملك مملكة النرويج.
- 1991: جيانغ كينغ، زوجة الزعيم الصيني الراحل ماو تسي تونغ.
- 1991: صلاح نظمي، ممثل مصري.
- 1992: اغتيال الرئيس الجزائري محمد بوضياف.
- 1992: اغتيال الكاتب المصري فرج فودة.
- 1992: سليمان فرنجية رئيس الجمهورية اللبنانية من 1970م إلى 1976م.
- 1992: عبد الخالق حسونة، ثاني أمين عام لجامعة الدول العربية.
- 1992: عباس الموسَوي عالم دين لبناني.
- 1992: مناحِم بيجن مؤسس حزب الليكود وسادس رؤساء وزراء إسرائيل.
- 1993: الكولومبي بابلو إسكوبار، أشهر تاجر مخدرات في التاريخ.
- 1993: بودوان الأول ملك بلجيكا.
- 1993: صلاح ذو الفَقار، ممثل مصري.
- 1993: محمد جلال كِشك، مفكر مصري.
- 1993: عبدالله غيث، ممثل مصري.
- 1993: الهادي نوَيرة، سياسي تونسي.
- 1993: بليغ حمدي موسيقار مصري.
- 1993: جمال حمدان، أحد أعلام الجغرافيا المصريين.
- 1994: لاعب كرة القدم الكولومبي أندريس إسكوبار بالرصاص في ميديلين، كولومبيا.
- 1994: الزعيم الكوري الشمالي كِم ال سونغ.
- 1994: ريتشارد نيكسون، رئيس الولايات المتحدة الأمريكية السابع والثلاثين.
- 1994: جاكلين كينيدي، زوجة جون إف. كينيدي، رئيس الولايات المتحدة الخامس والثلاثين، والسيدة الأولى للولايات المتحدة في أثناء فترة رئاسته.
- 1994: يحيى شاهين، ممثل مصري.
- 1994: باسل الأسد، أكبر أبناء الرئيس السوري السابق حافظ الأسد;أي الشقيق الأكبر للرئيس السوري بشار الأسد.
- 1994: الشاب حسني، مغني الراي جزائري.
- 1995: رئيس الوزراء الإسرائيلي إسحاق رابين.
- 1995: المناضل الفلسطيني فتحي الشِقاقي.
- 1995: المغني الأمريكي توباك شاكور.
- 1996: جوهر دوداييف رئيس الشيشان.
- 1997: ملك الأردن الحسين بن طلال.
- 1997: ديانا أميرة ويلز.
- 1997: مصمم الأزياء فيرزاتشي.
- 1998: نزار قباني، دبلوماسي وشاعر سوري معاصر.
- 1998: فريد شوقي، ممثل مصري، مُلقب بوحش الشاشة.
- 1998: محمد متولي الشعراوي، عالم دين مصري، (يُعد من أشهر مفسري معاني القرآن الكريم في العصر الحديث).
- 1998: عائشة عبد الرحمن، مفكرة وكاتبة مصرية، وأستاذة جامعية وباحثة، وهي أول امرأة تُحاضر بالازهر الشريف.
- 1998: نور الهُدى، ممثلة ومغنية لبنانية.
- 1998: هادي العَلوي، مفكر مشاعي صوفي عراقي.
- 1999: ملك المغرب الحسن الثاني.
- 1999: ملك البحرين عيسى بن سلمان آل خليفة.
- 1999: إبراهيم باري مَناصرة، رئيس جمهورية النيجر.